# 仲三河優太
仲三河 優太（なかみがわ ゆうた、2002年10月22日 - ）は、栃木県栃木市出身のプロ野球選手（外野手）。右投左打。埼玉西武ライオンズ所属。

## 経歴

### プロ入り前
小学校2年生から大平東クラブで軟式野球を始める。栃木市立大平中学校時代は小山ボーイズでは投手としてジャイアンツカップで準優勝に貢献し、U-15ワールドカップに出場した。U-15日本代表のチームメイトには後に西武で同期入団となる山村崇嘉がいた。
大阪桐蔭高等学校では投手として入部し、1年からベンチ入り。次期エース候補としても期待されていたが1年夏から右肩痛に悩まされ、3年から外野手となる。3年春には第92回選抜高等学校野球大会への出場が決まっていたが、新型コロナウイルスの影響で大会が中止となった。選抜の代わりに出場した夏の甲子園交流試合では右足親指の負傷の影響で代打で1試合に出場した。高校通算11本塁打。高校の1学年上には中田惟斗、1学年下には池田陵真、松浦慶斗、2学年上には根尾昂、藤原恭大、横川凱、柿木蓮、2学年下には松尾汐恩がいる。3年時は新型コロナウィルスの流行で試合や練習が出来ない期間も長くアピールの場を失ったが、プロ志望届を提出した。
2020年10月26日に行われたドラフト会議で埼玉西武ライオンズからドラフト7位指名を受け、11月16日に契約金1500万円、年俸600万円で仮契約を結んだ（金額は推定）。背番号は66。担当スカウトは後藤光貴。

### 西武時代
2021年は、8月5日にイースタン・リーグの北海道日本ハムファイターズ戦で斎藤佑樹から公式戦初本塁打を放つ。二軍では77試合に出場し、打率.210、1本塁打、22打点の成績を残した。
2022年は、9月25日にイースタン・リーグの東北楽天ゴールデンイーグルス戦で小峯新陸からランニング本塁打を記録した。最終的に47試合に出場して打率.188と課題を残したが、チーム3位の9本塁打を記録した。
2023年は、一軍のオープン戦に初起用された3月21日の阪神タイガース戦で、決勝打となる本塁打を放った。この年は三軍戦への出場が主となり、二軍では打率.345、1本塁打ながら出場は11試合のみで一軍出場はなかった。オフには教育リーグのみやざきフェニックス・リーグにも参加し、多くの試合で4番打者として起用されて最多タイの3本塁打を放つなど、チームのフェニックス・リーグ優勝に貢献した。教育リーグ終了翌日の同月31日に戦力外通告を受けたが、秋季キャンプには参加し、11月23日に育成選手として再契約した。背番号は135。
2024年は二軍でも19試合の出場にとどまり、打率.156、2本塁打の成績だった。なお、この2本塁打は7月16日の読売ジャイアンツ戦で堀田賢慎から放った2打席連続本塁打であった。
2025年は4月15日のイースタン・リーグの北海道日本ハムファイターズ戦で、1試合3本塁打を記録。5月29日にはイースタン・リーグで、育成選手では史上初となるサイクル安打を達成。このほか同月は13試合の出場で打率.314で、リーグトップタイの3本塁打、トップの17打点、長打率.588を記録し、ファーム月間MVPに選出された。7月までに二軍で打率.327、9本塁打の成績を残し、同10日に支配下選手に再登録された。背番号は55。即日一軍登録されると、同日の東北楽天ゴールデンイーグルス戦の8回一死三塁の場面で代打起用され、一軍初出場を果たす。その打席で一塁線に適時打を打ち、初安打・初打点も記録した。12日の千葉ロッテマリーンズで「3番・指名打者」で初めて先発起用されると、犠飛と三塁打で1試合4打点の活躍で起用に応えた。しかし、14日の試合の打席でスイングした際に右手を痛め、翌日に登録を抹消され、16日にはそのスイングの際に右手有鈎骨を骨折していたことが明らかになった。

## 選手としての特徴
スイングスピードが速く、長打力が武器の強打者。2025年春からは最短距離でボールを捉える打法に着手している。守備では強肩を誇るが、守備全体では不安が大きい。また、フィジカル面の強さも魅力。

## 人物
愛称は「ナカミ」、「ナカミー」。
二軍監督時代から指導を受けていた松井稼頭央からは「野球に取り組む姿勢が本当に素晴らしい」と評価を受けている。

## 詳細情報

### 記録
初記録
- 初出場・初打席・初安打・初打点：2025年7月10日、対東北楽天ゴールデンイーグルス12回戦（ベルーナドーム）、8回裏にレアンドロ・セデーニョの代打で出場、藤平尚真から右前適時打[32]
- 初先発出場：2025年7月12日、対千葉ロッテマリーンズ12回戦（ZOZOマリンスタジアム）、「3番・指名打者」で先発出場[33]

### 背番号
- 66（2021年[13] - 2023年）
- 135（2024年[25] - 2025年7月9日）
- 55（2025年7月10日[31] - ）